# Allison Parks
Jo Collins Lisa Baker
Allison Parks, de son vrai nom Gloria Waldron, est une actrice et modèle de charme américaine. Elle est connue en tant que playmate du magazine Playboy en octobre 1965, et fut ensuite désignée comme Playmate de l'Année 1966.

## Biographie
Issue d'une famille de quatre enfants, avec une sœur et deux frères, elle commença par travailler avec son père, propriétaire d'un grand domaine horticole, puis entreprit une activité de maître nageur pour enfants en âge préscolaire dans la piscine de la propriété familiale. Son dépliant central, photographié par William (Bill) Figge, la représente d'ailleurs dans la piscine, appuyée sur la margelle.
Très désireuse de poser pour Playboy, elle falsifia quelque peu son identité, prétendant être âgée de 22 ans et célibataire alors qu'elle en avait 24 et était déjà mariée et mère de deux enfants. Sur une photo, près de la piscine, illustrant l'article qui lui fut consacré, deux jeunes enfants apparaissaient en arrière-plan, prétendument de jeunes élèves de son cours de natation ; c'étaient en fait ses propres enfants. 
Elle prit le pseudonyme d'Allison Parks pour ne pas être reconnue, mais finit par l'apprécier tellement qu'elle l'utilisa ensuite de façon permanente.  
Lors de son élection comme Playmate de l'Année, elle reçut en cadeau, entre autres, une automobile Dodge Charger. Elle fut une des onze Playmates de l'Année présentes en septembre 1979, lors de la grande fête organisée pour les 25 ans du magazine au Manoir Playboy de Los Angeles, qui en tout rassembla 136 playmates.
Son apparition dans Playboy lui permit de tourner des publicités pour la télévision pendant près de vingt-cinq ans. 
Elle travailla comme conseillère financière pour une entreprise spécialisée dans les investissements et les placements.
Allison Parks est décédée d'un infarctus le 21 juin 2010, sur la plage à Hawaï qui était son lieu de vacances favori.

## Apparitions dans les numéros spéciaux dePlayboy
- Playboy's Book of Lingerie Mars-Avril 1997
- Playboy's Celebrating Centerfolds Vol. 3 (14 septembre 1999)
- Playboy's Classic Centerfolds (Juin 1998)
- Playboy's Centerfolds Of The Century (Avril 2000)
- Playboy's Facts & Figures Octobre 1997
- Playboy's Playmates - The First 15 Years (1983)
- Playboy's Playmates of the Year Novembre-Décembre 1986
- Playboy's Playmates of the Year Décembre 2000
- Playboy's Pocket Playmates v1n5 (1970-1965) 1996